# Чальцево (Печорский район)
Ча́льцево, ранее Большо́е Ча́льцево, Су́уры-Тся́эльтсювя (эст. Suurõ-Tsäältsüvä) — деревня в Печорском районе Псковской области России. Входит в состав городского поселения «Печоры».
До 2005 года входила в состав ныне упразднённой Печорской волости.
Согласно списку, составленному этнографом Р. Реммелем, входит в состав нулка Юле-Пелска исторической области Сетумаа.

## География
Расположена на западной границе центра района и городского поселения, города Печоры. В 0,5 км к западу и к северу проходит государственная граница с Эстонией.

## Население
Численность населения деревни составляет 43 жителя (2000 год).
| 2001 | 2002 | 2010 |
| ---- | ---- | ---- |
| 43   | ↗48  | ↘44  |